# Якимович Тетяна Костянтинівна
Тетя́на Костянти́нівна Якимо́вич  (*7 (20) вересня 1905, Київ — †1989) — український літературознавець і педагог. Доктор філологічних наук. Професор (1956).

## Біографічні дані
1926 закінчила Київський інститут народної освіти.
Від 1931 на педагогічній роботі. Працювала в Київському університеті: понад чверть віку (1949—1976) — завідувач кафедри зарубіжної літератури.

## Наукова діяльність
Праці про західну, переважно французьку літературу 19—20 століть (Еміль Золя, Анрі Барбюс, Фредерік Стендаль, Оноре де Бальзак та ін.).
У кандидатській дисертації, присвяченій творчості Золя (1940), представила новаторське розуміння натуралізму. В докторській дисертації про французький реалістичний нарис (1830—1848) підняла із забуття літературний жанр, що мав формотворчий вплив на розвиток французької прози 19 століття. Новаторськими за матеріалом були також її монографії про французьку драматургію 19 століття.
У 1960—1970-х роках під керівництвом Якимович сформувалася викладацька школа кафедри зарубіжної літератури, основними рисами якої було поєднання академічної системності та сучасної рецепції творів світової літератури.
Писала українською та російською мовами.

## Головні публікації
- Сатирическая пресса французской республиканской демократии. 1830—1835. — К., 1961.
- Французский реалистический очерк. 1830—1848. — М., 1963.
- Драматургия и театр современной Франции. — К., 1968.
- Молодой Золя: эстетика и творчество. — К. 1971.
- Французская драматургия на рубеже 1960—1970-х годов. — К., 1973.
- З художнього світу Франції. — К., 1981.

## Енциклопедичні статті
- Гете Йоганн Вольфганг // Українська літературна енциклопедія. — Т. 1. — К., 1988. — С. 416—417.
- Золя Еміль // Українська літературна енциклопедія. — Т. 2. — К., 1990. — С. 277.